# Las Barrancas, Alvarado
Las Barrancas är en ort i Mexiko.   Den ligger i kommunen Alvarado och delstaten Veracruz, i den sydöstra delen av landet, 300 km öster om huvudstaden Mexico City. Las Barrancas ligger 7 meter över havet och antalet invånare är 354.
Terrängen runt Las Barrancas är platt. Havet är nära Las Barrancas åt nordost.  Närmaste större samhälle är Antón Lizardo, 7,2 km norr om Las Barrancas. Omgivningarna runt Las Barrancas är en mosaik av jordbruksmark och naturlig växtlighet.